# Sočice (Priboj)
Pour les articles homonymes, voir Sočice.
Sočice (en serbe cyrillique : Сочице) est un village de Serbie situé dans la municipalité de Priboj, district de Zlatibor. Au recensement de 2011, il comptait 227 habitants.

## Démographie

### Évolution historique de la population
| 1948 | 1953 | 1961 | 1971 | 1981 | 1991 | 2002 | 2011 |
| ---- | ---- | ---- | ---- | ---- | ---- | ---- | ---- |
| 433  | 510  | 529  | 523  | 333  | 376  | 269  | 227  |

|  |